# Angerona minor
Angerona minor là một loài bướm đêm trong họ Geometridae.